# Korsbandsskada
Korsbandsskada uppstår när främre eller bakre korsbandet i knäet skadas. Detta sker oftast vid vridningsrörelser framför allt inom idrott.
Sträckning eller ruptur på det främre korsbandet leder till att knäet blir instabilt, så att skenbenet kan glida framåt i förhållande till lårbenet. Främre korsbandsskada är mycket vanligare än bakre korsbandsskada, ungefär 20–50 gånger vanligare. Skadan uppkommer oftast i sportsammanhang och vanligast inom fotboll.
Vid sträckning av bakre korsbandet kan skenbenet i stället glida bakåt i förhållande till lårbenet. Bakre korsbandsskada är mycket ovanligare än främre korsbandsskada. Det uppkommer framför allt om en direkt kraft mot underbenet trycker det bakåt i förhållande till lårbenet. Skador på bakre korsbandet sker vanligen vid trafikolyckor, eller vid direktkontakt mot knäet i sportsammanhang.